# Souchet comestible
Le souchet comestible  (Cyperus esculentus L. 1753), souchet tubéreux ou souchet sucré, est une espèce de plantes à fleurs herbacées rhizomateuses vivaces de la famille des Cyperaceae.
C'est une plante qui peut être considérée comme envahissante hors de ses aires d’origine,,.
Espèce
Classification phylogénétique
Statut de conservation UICN

 LC  : Préoccupation mineure

## Description
Le souchet comestible est une plante vivace de 25 à 40 cm de haut qui s'apparente à une graminées avec des feuilles étroites (5 à 10 mm de large) et allongées, formant une petite touffe, à tige dressée, lisse, à section triangulaire et des fleurs en forme d'épillets jaunes.
Sa racine donne naissance à des rhizomes grêles qui portent de petits tubercules globuleux ovoïdes (de 2 cm de long environ, en moyenne), écailleux, et de couleur marron jaunâtre. Ces tubercules contiennent environ 50 % de glucides (saccharose et amidon), 22 % de lipides et 6 à 7 % de protéines.

## Dénominations
Cyperus esculentus a diverses appellations en français : souchet comestible, souchet tubéreux, souchet sucré, amande de terre, châtaigne de terre, gland de terre, souchet sultan. Les termes « chufa » (ou choufa), « noix tigrée », ou encore, plus particulièrement en Afrique « tchongon », sont aussi utilisés en français.
Autres noms vernaculaires : kiôgo (mooré).

## Culture
Cette espèce, qui pousse naturellement au bord de l'eau, aime l'humidité et le plein soleil. Sa zone de rusticité se situe entre 8 et 10.
Ses rhizomes jaunes forment des tubercules de la taille d'une noisette, virant au brun-jaunâtre à maturité.
Le souchet n’est pas cultivé en France, mais assez largement dans la province de Valence (Espagne), où il est connu sous le nom de chufa. Sa culture est mentionnée dès le XIIIe siècle. Aujourd’hui il en est produit 5 300 tonnes par an, utilisés pour produire l'horchata, une boisson sucrée très appréciée dans la région. Le rendement est de 120 à 135 kg/ha. La chufa de Valence bénéficie d’une appellation d’origine contrôlée.

## Espèce envahissante
Une fois installée dans un champ, les parcelles de maraichage, dans des pelouses ou jardins (où elle a pu profiter d'une éventuelle irrigation ou d'arrosages)... elle y est extrêmement difficile à définitivement retirer, ce pourquoi elle est, dans certaines régions du monde, considérée comme une plante envahissante, dont en Europe, notamment en Suisse, dans le Tessin, sur le Plateau dans la région des Trois Lacs (cantons de Berne, Fribourg, Argovie, Vaud) et jusqu'à l'est de la Suisse (cantons de Zurich, Thurgovie et Saint-Gall).
Cela est dû à un système racinaire stratifié et en couches, avec des tubercules et des racines interconnectés à une profondeur de 50 cm ou plus. Les tubercules sont reliés par des racines fragiles qui cassent quand on tire dessus, ce qui rend le système racinaire difficile à retirer intact. La plante peut se régénérer rapidement si un seul tubercule est laissé en place. De plus elle se propage rapidement par agochorie, les bulbes se collant à des véhicules ou des machines.

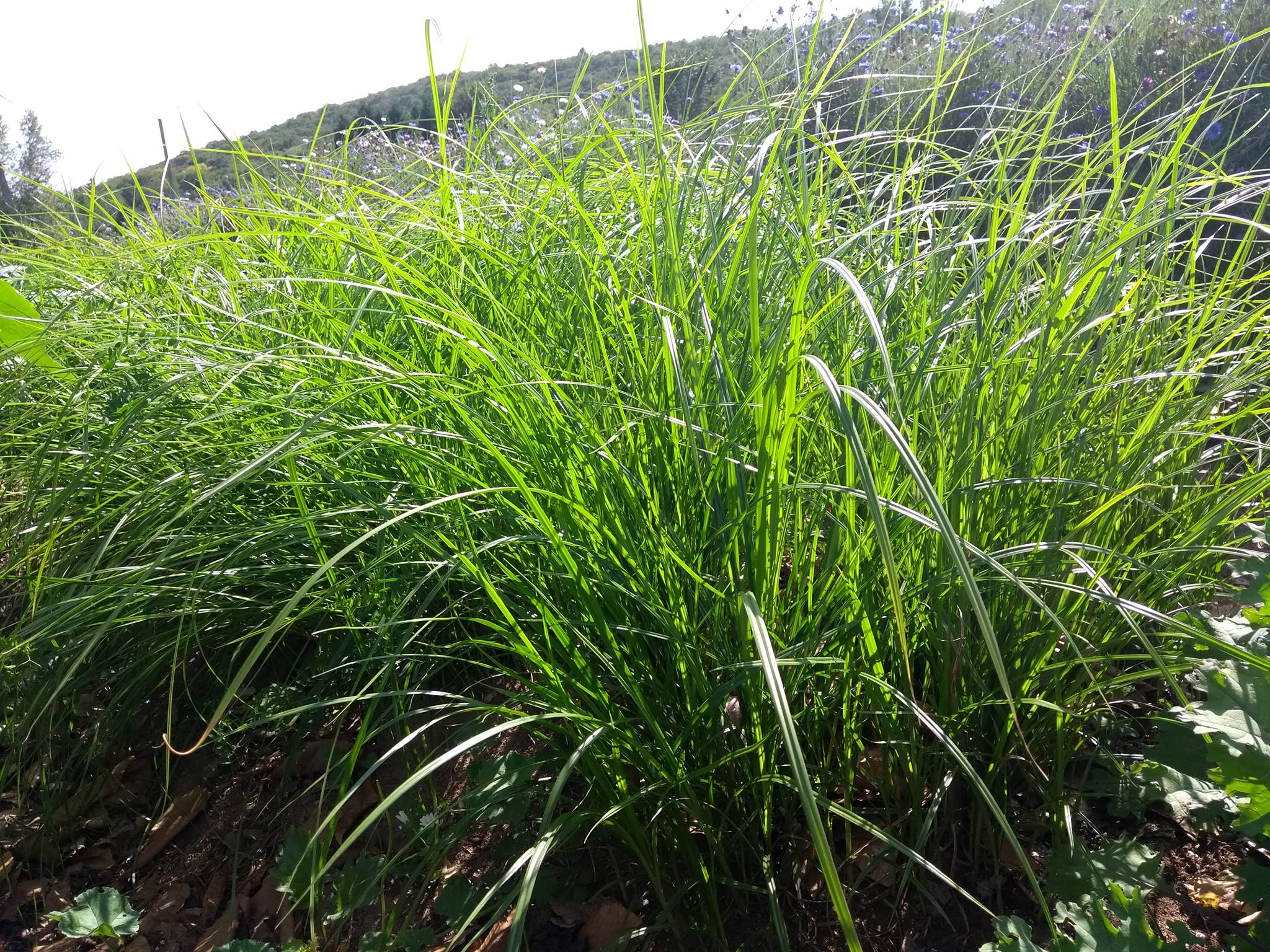
Culture du souchet.

 Sa croissance et sa reproduction sont toutefois inhibées à l’ombre, comme l'ont notamment montré Lotz et al. en 1991, par Wills en 1987 puis par Santos et al. en 1997.

## Distribution
Cette espèce est originaire du bassin méditerranéen (Europe méridionale, Afrique du Nord, Afrique de l'Ouest et centrale, Proche-Orient).
Elle a été naturalisée dans de nombreuses régions du monde comme l'Espagne dans la région de Valence. On les trouve abondamment en Californie ainsi qu'au Ghana, Nigeria, Niger, Burkina Faso, Mali, Côte d'Ivoire où il est appelé « pois sucré » ou « tchongon ».

## Usages divers

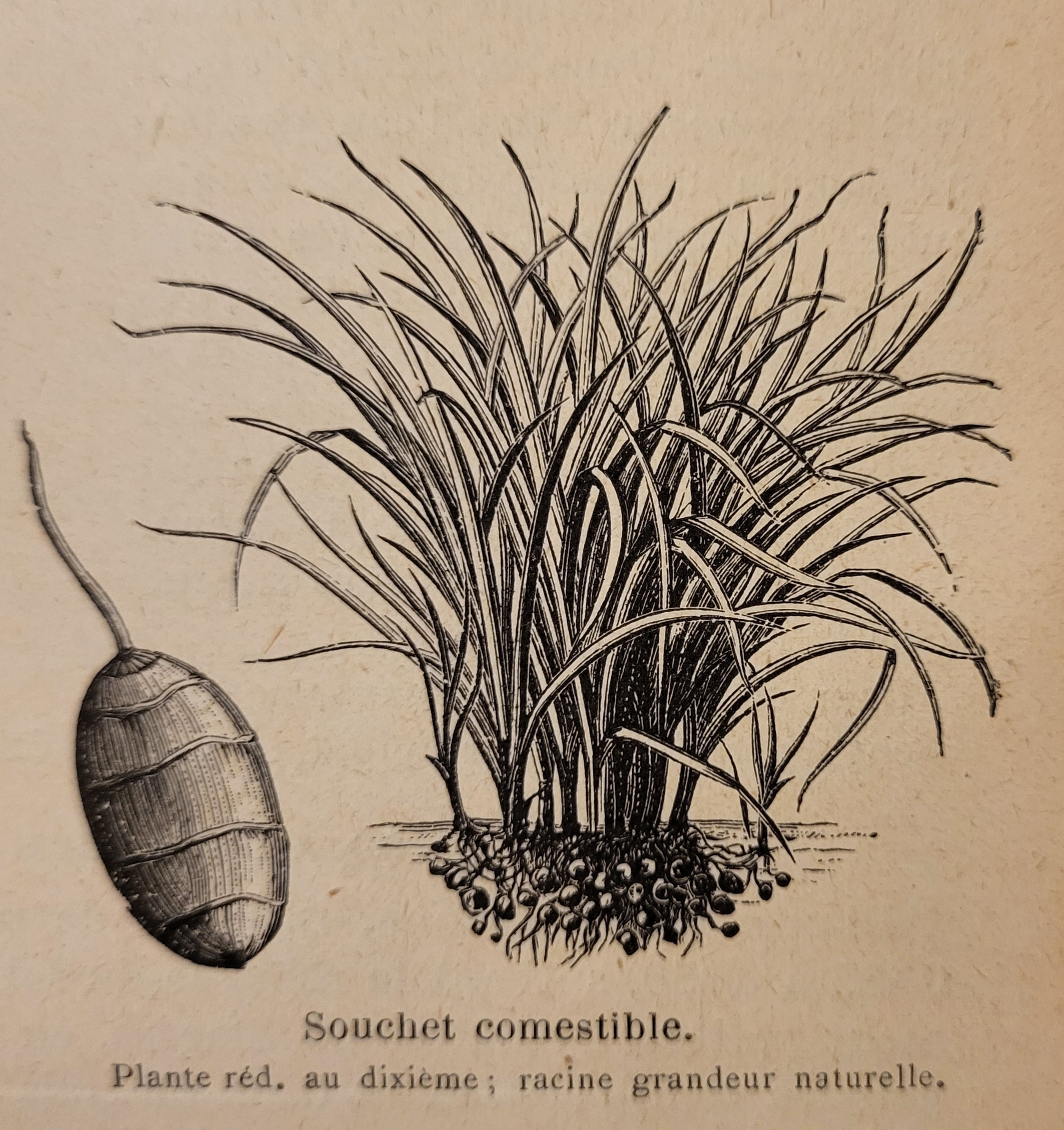
Illustration dans "Les plantes potagères Vilmorin 1900.

Ce tubercule "se classe parmi les plus anciennes plantes cultivées en Égypte ancienne.". La Chufa a été sans aucun doute un élément important de l'alimentation dans l'Égypte ancienne à l'époque dynastique, durant laquelle on en faisait des gâteaux. Une recette de friandises de noix tigrées a d'ailleurs été trouvée dans la tombe de Rekhmirê (un des vizirs de Thoutmôsis III). Il s'agit d'une des plus vieilles recettes au monde. Il n'y avait que trois ingrédients : souchet, miel et gras animal. Il suffisait de moudre le souchet finement, le mélanger au miel et faire revenir la pâte quelques instants dans le gras animal pour amplifier la saveur de noix. Lorsque le mélange était froid, on pouvait lui donner une forme conique.
Ce tubercule était également cultivé en Grèce antique.

### Alimentation
Il y a entre 2,4 millions et 1,4 million d'années, l'hominidé Paranthropus boisei mangeait principalement des souchets comestibles et des souchets ronds (Cyperus rotundus), avec un supplément de fruits et d'invertébrés comme des vers et des sauterelles,. Le souchet était consommé dans la zone de la mer Égée aux débuts de l'âge du bronze, notamment par les Minoens.
Dans la région de Valence où ils ont été introduits par les Arabes, les souchets servent à préparer une boisson rafraichissante sucrée connue en Espagne sous le nom « horchata de chufa » (lait de souchet, ou plus précisément orgeat de souchet).
En Afrique, il est généralement consommé frais ou sec en tant que friandise. Au même titre que les arachides ou la noix de coco, on en extrait un lait végétal. On en tire aussi de l'huile et de la farine. On le trouve souvent sur les étalages des marchés.
Ces tubercules ont un goût un peu sucré et une saveur de noisette, tandis que ceux de l'espèce Cyperus rotundus (souchet violet) ont un goût amer. Ils sont assez durs, et ils sont généralement trempés dans l'eau avant de pouvoir être consommés, les rendant ainsi beaucoup plus souples et d'une meilleure texture.
Selon une étude publiée en 2018, les noix tigrées sont riches en nutriments énergétiques ainsi qu'en protéines, en phosphore, potassium, magnésium, en fibres, en vitamine C et elles contiennent une quantité modérée de calcium tout en étant pauvre en sodium. Selon cette même étude, la noix tigrée fournit « la plupart des nutriments nécessaires à la vie et peut être utilisée comme complément alimentaire dans le traitement de maladies causées principalement par des carences en minéraux et en vitamines »,.
Sous forme d'huile, sa valeur nutritionnelle serait comparable à l'huile d'olive.

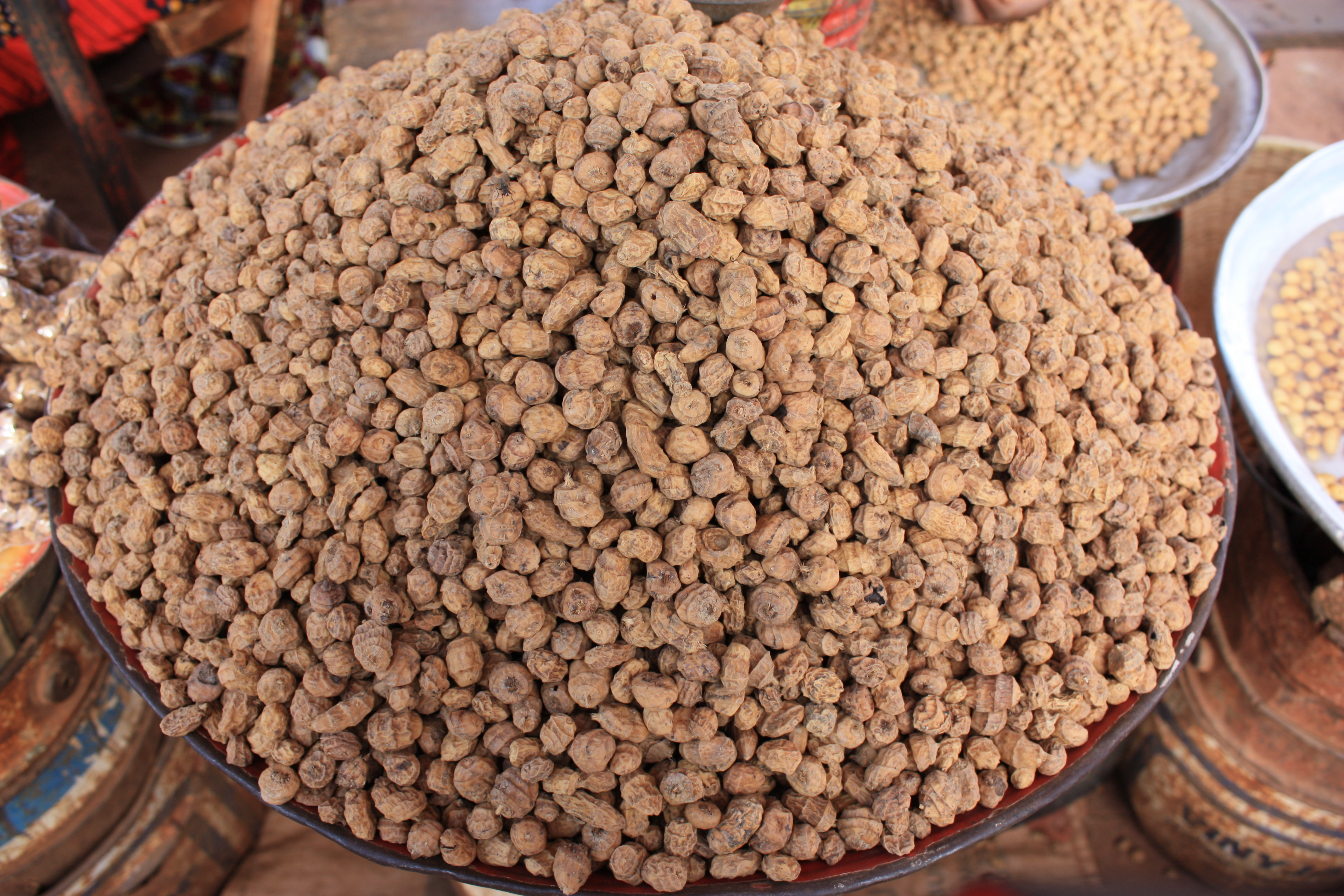
Tubercules secs vendus sur le marché de Banfora au Burkina Faso.
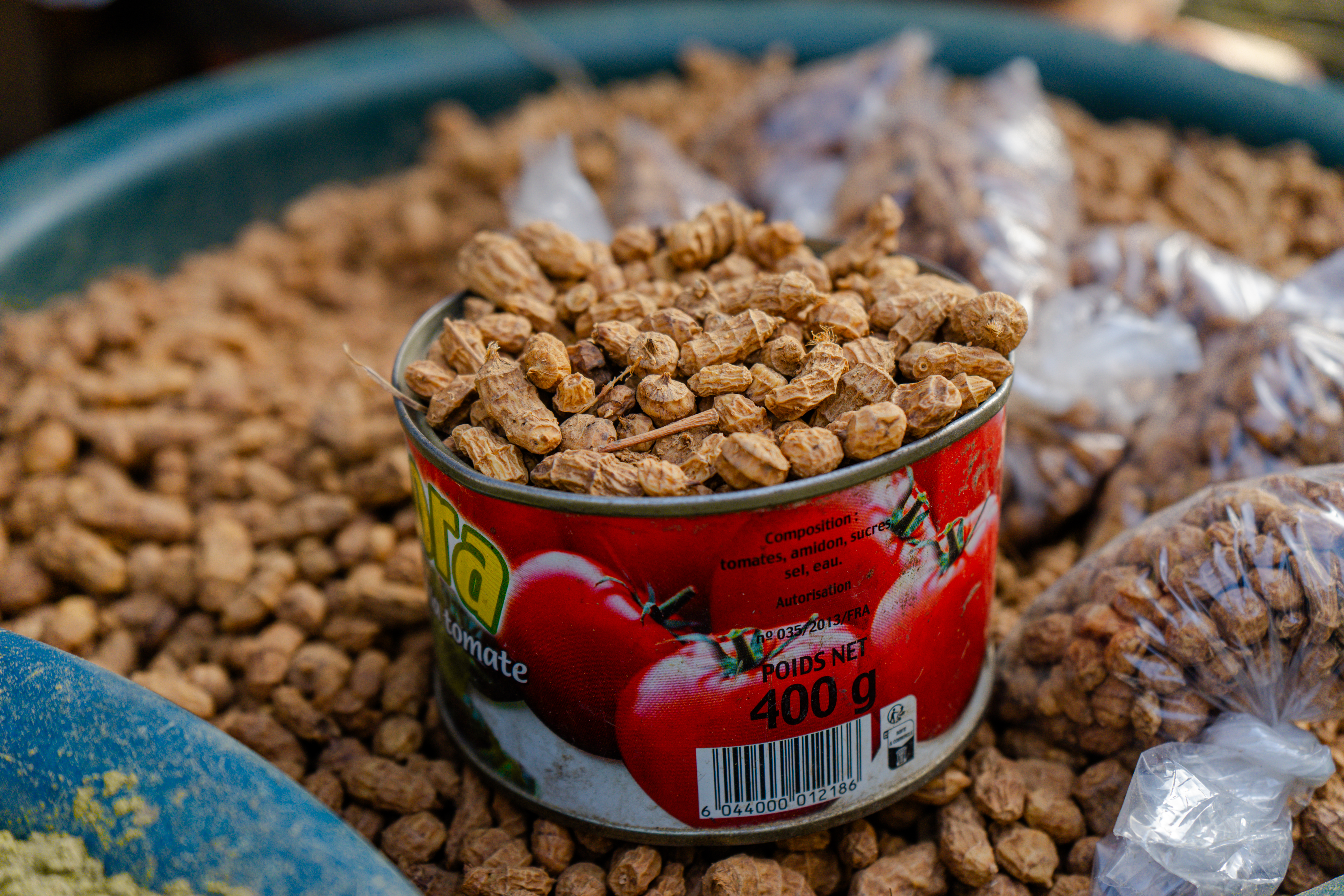
La noix tigrée ou souchet sur un marché au Sénégal.

### Biocarburant
C. esculentus a été envisagé comme culture oléagineuse potentielle pour la production de biodiesel.

### Appât pour la pêche
Les souchets sont utilisés en Grande-Bretagne et en Espagne comme un appât pour la carpe. Ils doivent être préparés pour éviter des dommages aux poissons. Les tubercules sont trempés dans l'eau pendant 24 heures et ensuite bouillis pendant 20 minutes ou plus, jusqu'à ce qu'ils soient complètement développés. Certains pêcheurs laissent bouillir puis fermenter pendant 24-48 heures les tubercules, ce qui peut accroître leur efficacité. Si les souchets ne sont pas correctement préparés, ils peuvent être extrêmement toxiques pour la carpe [réf. nécessaire].